# Markéta Bidlasová
Markéta Bidlasová, rozená Bláhová (* 1970 Hradec Králové, Československo) je česká dramatička.

## Život
V letech 1989–1993 vystudovala dramaturgii na DAMU a poté působila v Činoherním studiu v Ústí nad Labem. V druhé polovině 90. let 20. století pracovala v Činoherním klubu a v CD 94 v Praze, od roku 2002 byla dramaturgyní Švandova divadla, externě spolupracovala s dalšími divadly.

## Dílo
- Kurva svatá, 1993 – podle Nanebevstoupení Tonky Šibenice Egona Erwina Kische; spolu s Michalem Langem
- Profesionální žena aneb Sonička v říši divů a za plexisklem, 1996 – podle Vladimíra Párala
- Pastička, 1996, premiéra 1999
- Tři stařeny, 1998 – podle Calvina Itala
- Podzimní hra, 1999

### Filmové scénáře
- Eldorádo – spolu se Zdeňkem Tycem; 3. místo v Ceně Sazky za nerealizovaný filmový scénář za rok 2005
- Jako nikdy, 2013